# Península de Nueva Escocia
La península de Nueva Escocia (en inglés: Nova Scotia peninsula) es una gran península localizada en la costa atlántica de América del Norte. Administrativamente, la península forma parte de la provincia canadiense de Nueva Escocia y está conectado a la vecina provincia de Nuevo Brunswick a través del istmo de Chignecto.

## Localización

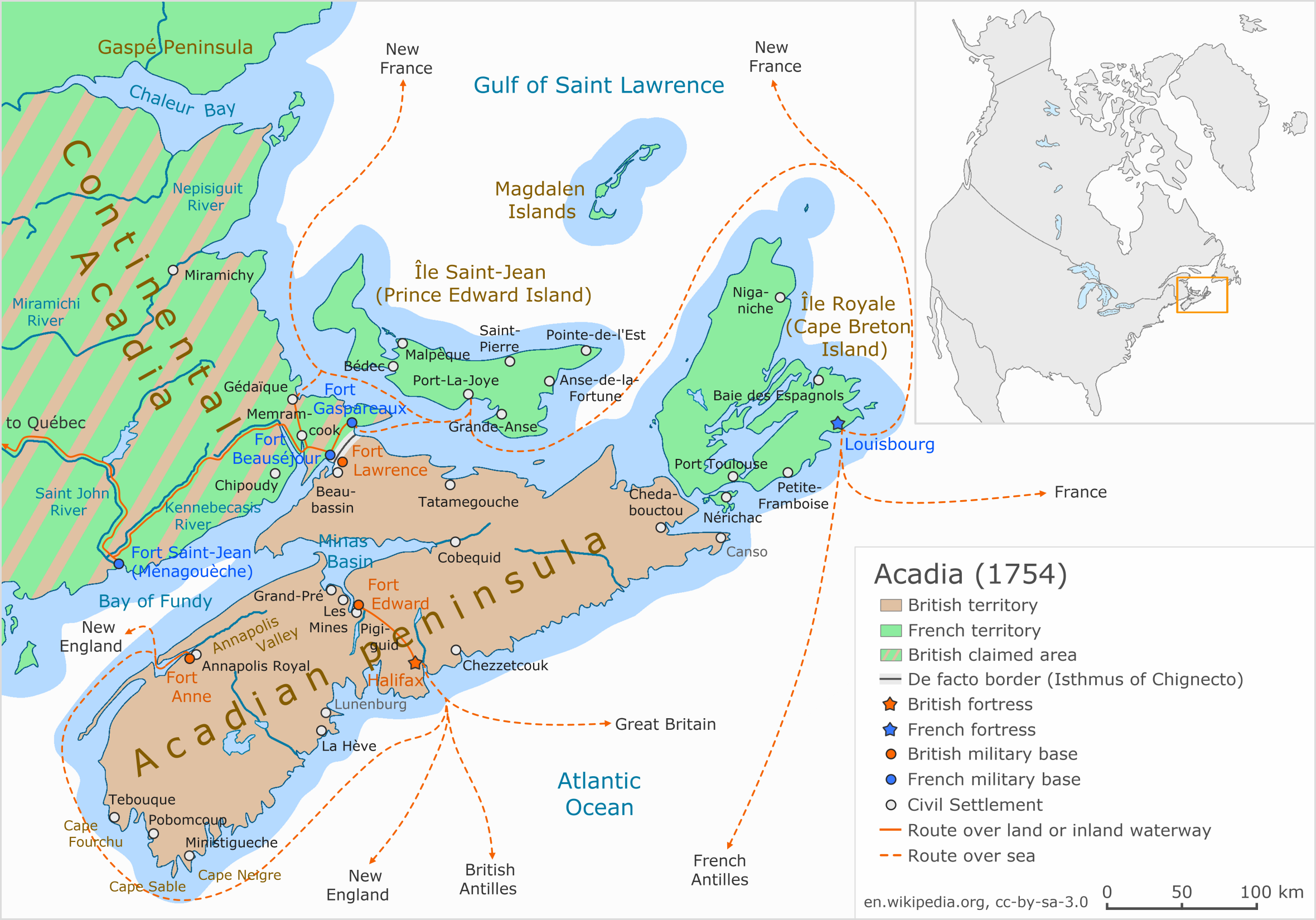
Acadia (1754)

La península de Nueva Escocia tiene los siguientes límites: el océano Atlántico, al sur y sureste; el golfo de Maine, al oeste; a la bahía de Fundy y sus subcuencas, al noroeste; el estrecho de Northumberland, al norte; y el estrecho de Canso, al este, cuyas aguas estrechas y profundas separan la península de la isla de Cabo Bretón, la segunda mayor masa de tierra que constituye la provincia de Nueva Escocia.
Además de la isla de Cabo Bretón, están geológicamente relacionados con la península otras islas más pequeñas,como Boularderie, Brier, Long Island, Pictou, Tancook y varias islas más pequeñas a lo largo de la costa atlántica.

## Geología
La península se puede dividir en dos regiones geológicas distintas, localizadas al norte y al sur de una línea de falla (las fallas Cobequid y Chedabucto), que se extiende entre las subcuencas de la bahía de Fundy —la cuenca Minas y la bahía Cobequid—, en el oeste, hasta la bahía de Chedabucto, en el este.

### Norte
La parte norte de la península está dominada por las Avalon Uplands (Cobequid Hills y Pictou-Antigonish Highlands) y las Carboniferous Lowlands, la última de las cuales se extiende hasta la zona de falla.
En las montañas de Cobequid está el punto más elevado la península, la montaña Nuttby. Son una parte baja y muy erosionada de los montes Apalaches, junto con las tierras altas de las Pictou-Antigonish Highlands, comprende una meseta que atraviesa la parte norte de la península con una altitud media entre 250-300 m. Quedó cubierta por grandes sedimentos durante la glaciación y, en consecuencia, ahora tiene un abundante cobertura boscosa y buen suelo para las actividades agrícolas.
Las tierras bajas del Carboniferous Lowlands incluyen rocas sedimentarias carboníferas al sur de la cuenca Minas y a lo largo de la costa norte de la península, inmediatamente al sur del estrecho de Northumberland. La zona al sur y al este de la cuenca de Minas está dominado por una topografía kárstica con numerosos depósitos de yeso. Se encuentran vetas de carbón en las zonas occidental y central del condado de Cumberland, en las cuencas Joggins-río Hebert y la cuenca Springhill, además de la cuenca del Debert y de Pictou.
A lo largo de la parte norte de la península, las llanuras bajas, las tierras altas ondulantes y las zonas costeras marginales soportan numerosos asentamientos, muchos de ellos desarrollados en torno a la extracción de minerales, especialmente del carbón. Esta región, junto con los yacimientos de carbón de la isla de Cabo Bretón de Sydney e Inverness, fue extremadamente importante en el desarrollo industrial y social de Nueva Escocia.

## Sur
Además de compartir las tierras bajas del Carboniferous Lowlands, la parte sur de la península está dominada por el Interior atlántico (Sissiboo Lowlands, South Mountain, varias crestas de pizarra), seguidas por las comparativamente pequeñas tierras bajas del Triassic Lowlands (el valle de Annapolis), y la costa de Fundy (incluyendo las montañas Economy y North) y las regiones de la costa atlántica.
El interior atlántico está dominada por un paisaje glaciar de rocas graníticas expuestas, bosques espesos, drumlins y numerosos lagos. Las tierras bajas del Sissiboo Lowlands comprenden numerosos valles fluviales y zonas de tierras bajas del interior en la parte suroeste y central de la península. La montaña Sur es un terreno en constante aumento que desciende bruscamente hasta el valle de Annapolis, pero de manera más gradual hacia el Atlántico, dando lugar, en la mayor parte del interior del sudoeste de la península, a una meseta con una altitud media de 150 m y alturas máximas de 275 m. Las crestas de pizarra ocupan un lugar destacado en las Rawdon Hills y en áreas de la cordillera Wittenburg a lo largo de la frontera con las Carboniferous Lowlands.
La región de la costa de Fundy incluye la cordillera de la North Mountain, así como el Digby Neck y las zonas de la Economy Mountain a lo largo del lado norte de la cuenca Minas. La región de la costa atlántica incluye las regiones áridas y azotadas por el viento desde Yarmouth hasta Canso, extendiéndose varios kilómetros tierra adentro.
Las tierras bajas del Triásico son una zona de piedra arenisca suave, gran parte de la cual está cubierta por el agua resultante del aumento del nivel del mar. El remanente es el final abierto del valle de Annapolis, que está protegido por la costa de Fundy y el Atlántico Interior, proporcionando un microclima único a las provincias atlánticas y muy propicio para el cultivo de frutas y hortalizas.

## Nombre histórico
El uso actual del término península de Acadia se refiere a una península del noreste de Nuevo Brunswick.

La península de Acadia en un mapa de 1754 de Acadia, que se refiere a la actual península de Nueva Escocia. Este territorio quedó bajo control británico en 1713.

El término península acadiana (Acadian Peninsula) ha sido utilizado en los documentos históricos para describir la actual península de Nueva Escocia (Nova Scotia peninsula). Antes de 1713, este territorio fue el corazón de la colonia francesa de Acadia, que centró sus esfuerzos colonizadores a lo largo de las orillas sur y noreste de la Baie Francois (ahora la bahía de Fundy).
El Tratado de Utrecht de 1713 le dio a Gran Bretaña el control de la "Acadia", aunque las fronteras no estaban propiamente definidas. La Acadia, tal como la consideran muchos historiadores, abarcaba el actual territorio de Nuevo Brunswick, el este de Maine, la isla de Anticosti, la península de Gaspesia, la isla del Príncipe Eduardo y la isla de Cabo Bretón, entre otras tierras a lo largo de las costas del sur y el oeste del golfo de San Lorenzo (algunos tratados emplazaban el límite de la Acadia hasta el sur de Massachusetts).
La gran península que hoy es la porción continental de la provincia de Nueva Escocia se conocía como península acadiana en el momento en que Gran Bretaña tomó el control, con este territorio perteneciente a la Colonia de Nueva Escocia.